# Henry Taylor (Rennfahrer)
Henry Charles Taylor (* 16. Dezember 1932 in Shefford, Bedfordshire; † 24. Oktober 2013 in Vallauris, Frankreich) war ein britischer Automobilrennfahrer und Geschäftsmann.

## Karriere
Taylor gehörte zu den vielen britischen Landwirten und Autowerkstattbesitzern, die in den 1950er-Jahren Glück und Abwechslung im Motorsport suchten.
Sein Automobilweltmeisterschafts-Debüt gab er beim Großen Preis von Großbritannien 1959 in Aintree auf einem Cooper T51 des Rennstalls R.H.H. Parnell. Vom 21. Platz gestartet, reichte es am Ende für den 11. Rang. Davon ließ er sich nicht entmutigen, obwohl sich zum Ende der 1950er-Jahre bereits das Abklingen der Ära der reinen Privatfahrer abzeichnete. Es wurden zwar verschiedene Fahrzeuge angeboten, die aber nur selten konkurrenzfähig waren, und die Kosten konnten Privatfahrer kaum noch tragen.
Doch Taylor gelang es, nicht wie viele seiner Landsleute „nur“ als Gaststarter bei seinem Heim-Grandprix (diesmal in Silverstone) zu starten, sondern es während der Formel-1-Saison 1960 auch bei den Rennen im Circuit Park Zandvoort, Reims, Porto und Riverside für das Yeoman Credit Racing Team zu versuchen. Wieder startete er mit einem Cooper T51 und schaffte nach einem siebten Rang in Zandvoort sogar den vierten Platz in Reims, was durchaus beachtlich war, aber seine beste Platzierung in der Automobilweltmeisterschaft blieb.
Er fuhr zwar noch eine weitere Saison auf einem Lotus 18/21 des UDT-Laystall Racing Teams, musste aber nach fünf Rennen erkennen, dass er nicht mit den Spitzenfahrern konkurrieren konnte, zumal er nicht das zuverlässigste Material zur Verfügung hatte.
Mitte der 1960er-Jahre fuhr er einige Saisons mit einem Ford Cortina in der Europäischen Tourenwagenmeisterschaft und zog sich 1966 endgültig vom Rennsport zurück.
Später arbeitete er als Manager für Ford. Nach seinem dortigen Ausscheiden zog er nach Südfrankreich, wo er ein Geschäft mit dem Verkauf von Booten betrieb.
Er starb im Oktober 2013 in einem Krankenhaus in Südfrankreich.

## Statistik

### Statistik in der Automobil-Weltmeisterschaft

#### Gesamtübersicht
| Saison | Team                      | Chassis     | Motor         | Rennen | Siege | Zweiter | Dritter | Poles | schn. Rennrunden | Punkte | WM-Pos. |
| ------ | ------------------------- | ----------- | ------------- | ------ | ----- | ------- | ------- | ----- | ---------------- | ------ | ------- |
| 1959   | R.H.H. Parnell            | Cooper T51  | Climax 1.5 L4 | 1      | −     | −       | −       | −     | −                | −      | NC      |
| 1960   | Yeoman Credit Racing Team | Cooper T51  | Climax 2.5 L4 | 4      | −     | −       | −       | −     | −                | 3      | 22.     |
| 1961   | UDT Laystall Racing Team  | Lotus 18/21 | Climax 1.5 L4 | 3      | −     | −       | −       | −     | −                | −      | NC      |
| Gesamt | Gesamt                    | Gesamt      | Gesamt        | 8      | −     | −       | −       | −     | −                | 3      |         |

#### Einzelergebnisse
| Saison | 1 | 2   | 3  | 4   | 5 | 6  | 7   | 8 | 9  | 10 |
| ------ | - | --- | -- | --- | - | -- | --- | - | -- | -- |
| 1959   |   |     |    |     |   |    |     |   |    |    |
|        |   |     |    | 11  |   |    |     |   |    |    |
| 1960   |   |     |    |     |   |    |     |   |    |    |
|        |   |     | 7  |     | 4 | 8  | DNS |   | 14 |    |
| 1961   |   |     |    |     |   |    |     |   |    |    |
| DNQ    |   | DNP | 10 | DNF |   | 11 |     |   |    |    |

| Legende  | Legende            | Legende                                                          |
| Farbe    | Abkürzung          | Bedeutung                                                        |
| -------- | ------------------ | ---------------------------------------------------------------- |
| Gold     | –                  | Sieg                                                             |
| Silber   | –                  | 2. Platz                                                         |
| Bronze   | –                  | 3. Platz                                                         |
| Grün     | –                  | Platzierung in den Punkten                                       |
| Blau     | –                  | Klassifiziert außerhalb der Punkteränge                          |
| Violett  | DNF                | Rennen nicht beendet (did not finish)                            |
| Violett  | NC                 | nicht klassifiziert (not classified)                             |
| Rot      | DNQ                | nicht qualifiziert (did not qualify)                             |
| Rot      | DNPQ               | in Vorqualifikation gescheitert (did not pre-qualify)            |
| Schwarz  | DSQ                | disqualifiziert (disqualified)                                   |
| Weiß     | DNS                | nicht am Start (did not start)                                   |
| Weiß     | WD                 | zurückgezogen (withdrawn)                                        |
| Hellblau | PO                 | nur am Training teilgenommen (practiced only)                    |
| Hellblau | TD                 | Freitags-Testfahrer (test driver)                                |
| ohne     | DNP                | nicht am Training teilgenommen (did not practice)                |
| ohne     | INJ                | verletzt oder krank (injured)                                    |
| ohne     | EX                 | ausgeschlossen (excluded)                                        |
| ohne     | DNA                | nicht erschienen (did not arrive)                                |
| ohne     | C                  | Rennen abgesagt (cancelled)                                      |
| ohne     | keine WM-Teilnahme |                                                                  |
| sonstige | P/fett             | Pole-Position                                                    |
| sonstige | 1/2/3/4/5/6/7/8    | Punktplatzierung im Sprint-/Qualifikationsrennen                 |
| sonstige | SR/kursiv          | Schnellste Rennrunde                                             |
| sonstige | *                  | nicht im Ziel, aufgrund der zurückgelegten Distanz aber gewertet |
| sonstige | ()                 | Streichresultate                                                 |
| sonstige | unterstrichen      | Führender in der Gesamtwertung                                   |

### Le-Mans-Ergebnisse
| Jahr | Team            | Fahrzeug           | Teamkollege      | Platzierung | Ausfallgrund |
| ---- | --------------- | ------------------ | ---------------- | ----------- | ------------ |
| 1960 | A. G. Whitehead | Ferrari 250 GT SWB | Graham Whitehead | Ausfall     | Motorschaden |

### Einzelergebnisse in der Sportwagen-Weltmeisterschaft
| Saison | Team             | Rennwagen                        | 1   | 2   | 3   | 4   | 5   | 6   | 7   | 8   | 9   | 10  | 11  | 12  | 13  | 14  | 15  | 16  | 17  | 18  | 19  | 20  | 21  | 22  |
| ------ | ---------------- | -------------------------------- | --- | --- | --- | --- | --- | --- | --- | --- | --- | --- | --- | --- | --- | --- | --- | --- | --- | --- | --- | --- | --- | --- |
| 1957   | Murkett Brothers | Jaguar D-Type                    | BUA | SEB | MIM | NÜR | LEM | KRI | CAR |     |     |     |     |     |     |     |     |     |     |     |     |     |     |     |
| 1957   | Murkett Brothers | Jaguar D-Type                    | DNF |     |     |     |     |     |     |     |     |     |     |     |     |     |     |     |     |     |     |     |     |     |
| 1958   | J. V. Green      | Lotus Eleven                     | BUA | SEB | TAR | NÜR | LEM | RTT |     |     |     |     |     |     |     |     |     |     |     |     |     |     |     |     |
| 1958   | J. V. Green      | Lotus Eleven                     |     |     | 11  |     |     |     |     |     |     |     |     |     |     |     |     |     |     |     |     |     |     |     |
| 1959   | Graham Whitehead | Aston Martin DBR1                | SEB | TAR | NÜR | LEM | RTT |     |     |     |     |     |     |     |     |     |     |     |     |     |     |     |     |     |
| 1959   | Graham Whitehead | Aston Martin DBR1                |     | DNF |     |     |     |     |     |     |     |     |     |     |     |     |     |     |     |     |     |     |     |     |
| 1960   | Graham Whitehead | Aston Martin DBR1 Ferrari 250 GT | BUA | SEB | TAR | NÜR | LEM |     |     |     |     |     |     |     |     |     |     |     |     |     |     |     |     |     |
| 1960   | Graham Whitehead | Aston Martin DBR1 Ferrari 250 GT |     |     |     | DNF | DNF |     |     |     |     |     |     |     |     |     |     |     |     |     |     |     |     |     |
| 1963   | Alan Andrews     | Ford Cortina                     | DAY | SEB | SEB | TAR | SPA | MAI | NÜR | CON | ROS | LEM | MON | WIS | TAV | FRE | CCE | RTT | OVI | NÜR | MON | MON | TDF | BRI |
| 1963   | Alan Andrews     | Ford Cortina                     |     |     |     |     |     |     |     |     |     |     |     |     |     |     |     |     |     |     | 8   |     |     |     |
| 1964   | Ford             | Ford Cortina                     | DAY | SEB | TAR | MON | SPA | CON | NÜR | ROS | LEM | REI | FRE | CCE | RTT | SIM | NÜR | MON | TDF | BRI | BRI | PAR |     |     |
| 1964   | Ford             | Ford Cortina                     |     |     |     |     |     |     |     |     |     |     |     |     |     | DNF |     |     |     |     |     |     |     |     |